# مليندا بام
مليندا بام (بالإنجليزية: Melinda Bam)‏ هي عارضة جنوب أفريقية، ولدت في 14 مايو 1989 في بريتوريا في جنوب أفريقيا.

## وصلات خارجية
- الموقع الرسمي